# Mircea Mureșan
Mircea-Nicolae-Ioan Mureșan (Sibiu, 11 novembre 1928 – Bucarest, 24 aprile 2020) è stato un regista e sceneggiatore rumeno.
Diresse 22 lungometraggi tra il 1961 e il 2004. Il suo film La sommossa vinse il Premio per la migliore opera prima al Festival di Cannes 1966.

## Filmografia parziale
- Toamna se numără... (1961)
- Partea ta de vină (1963)
- La sommossa (Răscoala) (1965)
- K.O. (1968)
- La Mazza (Baltagul) (1969)
- Lunga noapte de șase ani(1970)
- Asediul (1970)
- Bariera (1972)
- Porțile albastre ale orașului (1973)
- Toate pânzele sus (1976, TV)
- Împușcături sub clar de lună (1977)
- Blestemul pământului, blestemul iubirii (1979)
- Întoarcerea la dragostea dintâi (1981)
- Lumini și umbre (1981-1982), con Andrei Blaier e Mihai Constantinescu - TV
- O lebădă, iarna (1983)
- Horea (1984)
- Cei mai frumoși 20 de ani (1985)
- Maria și marea (1988)
- Miss Litoral (1991)
- A doua cădere a Constantinopolului (1994)
- Sexy Harem Ada-Kaleh (2001)
- Vrăjitoarea Azucena - Îngerul de abanos (2004)